# アディティア (補給艦)
アディティア（INS Aditya, A59）は、インド海軍の補給艦。当初、艦名は「ラジャバ・ガン・パラン」（INS Rajaba Gan Palan）と予定されていた。また同型艦の建造も計画されていたが、これは実現しなかった。

## 設計
設計はドイツのブレーマー・フルカン造船所によっておこなわれており、同社が先行して建造していた初代ディーパク級の改良型として、船体を延長した設計となっている。航海艦橋は船首側に移動したほか、修理設備が強化された。また艦内には空調設備が完備されている。
物資移送
カナダ製のヘップバーン型補給システムを備えており、ドライカーゴ用と液体貨物兼用の洋上補給ステーション（RAS）が片舷あたり1ヶ所ずつ、計4ヶ所設定されている。また甲板上には力量20トンのデッキクレーンが設置されている。
物資格納
標準的な搭載内容は下記の通りとなっている。
- 貨油（ディーゼル油および航空燃料）14,200キロリットル（12,000トン）
- 清水2,250キロリットル
- ドライ・カーゴ（糧食、弾薬、予備部品など）2,170立方メートル（5,000トン）

またこのほか、甲板上に貨物コンテナ6個を搭載できる。
固定兵装としてはCRN-91 30mm機銃を搭載するが、これはBMP-2歩兵戦闘車の砲塔部分を転用したものである。またこのほか、近接防空用として、イグラ携帯式防空ミサイルシステム（MANPADS）24発を搭載している。

## 艦歴
1987年7月にガーデンリーチ造船所に発注されたが、建造進捗は非常に緩慢であり、また1999年には、海上公試で主機関のトラブルを生じて、更に遅延することになった。2000年4月3日に就役している。